# Municipio de Salem (condado de Warren)
El municipio de Salem (en inglés, Salem Township) es un municipio del condado de Warren, Ohio, Estados Unidos. Tiene una población estimada, a mediados de 2023, de 5500 habitantes.

## Geografía
Está ubicado en las coordenadas 39°21′18″N 84°7′11″O / 39.35500, -84.11972. Según la Oficina del Censo, tiene una superficie total de 57.7 km², de los cuales 57.3 km² corresponden a tierra firme y 0.4 km² están cubiertos de agua.

## Demografía
Según el censo de 2020, en ese momento había 5215 personas residiendo en la zona. La densidad de población era de 91.0 hab./km². El 92.58 % de los habitantes eran blancos, el 0.84 % eran afroamericanos, el 0.19 % eran amerindios, el 0.33 % eran asiáticos, el 1.11 % eran de otras razas y el 4.95 % eran de una mezcla de razas. Del total de la población, el 2.45 % eran hispanos o latinos de cualquier raza.